# Rogério Ceni
Rogério Mücke Ceni (sinh ngày 22 tháng 1 năm 1973 tại Pato Branco, Paraná), là thủ môn bóng đá người Brasil. Anh là cầu thủ của đội São Paulo tham dự giải vô địch bóng đá quốc gia Brasil từ ngày 7/9//1990, đã chơi trên 950 trận, giành 2 Copa Libertadores và 2 Cúp vô địch các câu lạc bộ thế giới. Rogerio Ceni nổi bật về kỹ năng chơi bóng và đã ghi được rất nhiều bàn thắng trong sự nghiệp bằng sút phạt và phạt đền. Anh chính thức được FIFA và IFFHS công nhận là thủ môn ghi bàn nhiều nhất trong lịch sử bóng đá thế giới

## Thi đấu ở câu lạc bộ
Dù là một thủ môn, Rogério Ceni rất nổi tiếng về khả năng ghi bàn, như các thủ môn José Luis Chilavert của Paraguay, Hans-Jörg Butt của Đức, Dimitar Ivankov của Bulgaria hay Jorge Campos của México, René Higuita của Colombia. Anh thường thực hiện các quả phạt đền cho đội São Paulo. Ngày 20 tháng 8 năm 2006, anh ghi bàn thứ 63 bằng cú sút phạt vào lưới đội Cruzeiro trong Giải vô địch bóng đá quốc gia Brasil, vài phút sau khi cản phá một quả phạt đền của đối phương. Sau đó cũng trong trận này, anh thực hiện thành công một quả phạt đền, nâng số bàn thắng lên 64 – 21 bàn từ phạt đền và 43 bàn từ đá phạt. Kỷ lục này đưa Ceni lên dẫn đầu, vượt trên José Luis Chilavert (đứng thứ 2).
Ngày 14/7/2005, Rogério là đội trưởng đội São Paulo giành Copa Libertadores 2005 lần thứ 3. Hai tuần sau, trong trận đấu với Atlético Mineiro, anh trở thành người khoác áo câu lạc bộ São Paulo FC nhiều nhất trong lịch sử với 618 trận. Anh mặc chiếc áo màu vàng tươi in số 618 ở lưng. Tháng 12/2005, anh được bầu là cầu chơi hay nhất trận đấu do đóng góp nổi bật trong thắng lợi 1-0 trước Liverpool FC trong trận chung kết FIFA Club World Cup và đoạt giải cầu thủ xuất sắc nhất giải. Ngày 25/7/2006 anh ghi bàn từ chấm phạt đền trong trận thắng đối thủ Chivas của México, trở thành cầu thủ ghi bàn nhiều nhất cho São Paulo tại giải Copa Libertadores trong lịch sử câu lạc bộ
Ngày 29/10/2006, Rogerio chơi trận thứ 700 trong màu áo São Paulo với đội Figueirense và giành thắng lợi 2-0. Nhưng điều không may đã xảy ra khi Rogerio bị buộc phải thay chiếc áo vàng tươi để khỏi lẫn với áo của trọng tài.
Cùng năm, ngày 19/11 Ceni giành danh hiệu vô địch Campeonato Brasileiro đầu tiên (chức vô địch thứ tư của đội São Paulo). Trong năm sau, Ceni lại giành danh hiệu này, và được Liên đoàn bóng đá Brasil bầu chọn là cầu thủ xuất sắc nhất mùa bóng của Giải vô địch bóng đá quốc gia Brasil năm 2007.
Ngày 27/3/2011, Rógerio đi vào lịch sử với bàn thắng thứ 100 với bàn thắng quyết định cho thắng lợi 2-1 trước đối thủ Corinthians từ một cú đá phạt cách xa khung thành gần 30 mét ở phút thứ 54. Trong số 100 bàn thắng của Ceni có 43 bàn được thực hiện trên chấm 11m, 53 pha sút phạt hàng rào, còn lại là 4 tình huống lên tham gia tấn công. Mùa giải mà thủ thành kỳ cựu này ghi bàn nhiều nhất là mùa 2005 với 21 bàn.
Theo thống kê của FIFA, Ceni mới ghi được 98 bàn, vì không tính 2 bàn thắng trong các trận giao hữu của anh (vào lưới đội liên quân Santos-Flamengo năm 1998 và đội bóng Nga Uralan Elista năm 2000), nhưng tính đến nay anh vẫn được ghi nhận là thủ môn ghi nhiều bàn thắng nhất trong lịch sử bóng đá thế giới, bỏ xa người đứng thứ 2 là José Luis Chilavert (đã giải nghệ) chỉ có 62 bàn (Ceni đã phá kỷ lục của Chilavert từ tháng 8 năm 2006 khi có bàn thắng thứ 63 và 64 trong sự nghiệp ở thời điểm đó).

## Thi đấu ở Đội tuyển quốc gia
Rogério Ceni đã 18 lần khoác áo đội tuyển bóng đá quốc gia Brasil và là thủ môn số 3 của đội tuyển tại vòng chung kết World Cup 2002 – giải Brasil đăng quang ngôi vô địch dưới thời Carlos Alberto Parreira và là thủ môn số 2 tại World Cup 2006. Anh chỉ được vào sân chơi trong giải đấu này khi thay thế Dida vào phút cuối cùng của trận đấu vòng bảng thắng Nhật Bản 4-1.

## Thống kê sự nghiệp

### Tại São Paulo
Thời điểm 5/12/2010
| Câu lạc bộ | Mùa bóng | Giải quốc gia | Giải quốc gia | Cup Quốc gia | Cup Quốc gia | Giải châu lục | Giải châu lục | Giải khác | Giải khác | Tổng    | Tổng      |
| Câu lạc bộ | Mùa bóng | Số trận       | Bàn thắng     | Số trận      | Bàn thắng    | Số trận       | Bàn thắng     | Số trận   | Bàn thắng | Số trận | Bàn thắng |
| ---------- | -------- | ------------- | ------------- | ------------ | ------------ | ------------- | ------------- | --------- | --------- | ------- | --------- |
| São Paulo  | 1992     | 0             | 0             | -            | -            | 0             | 0             | 5         | 0         | 5       | 0         |
| São Paulo  | 1993     | 1             | 0             | -            | -            | 2             | 0             |           | 0         | 3       | 0         |
| São Paulo  | 1994     | 5             | 0             | -            | -            | 8             | 0             | 3         | 0         | 16      | 0         |
| São Paulo  | 1995     | 4             | 0             | 4            | 0            | -             | -             | 13        | 0         | 21      | 0         |
| São Paulo  | 1996     | 0             | 0             | 0            | 0            | 2             | 0             | 2         | 0         | 4       | 0         |
| São Paulo  | 1997     | 25            | 2             | 4            | 0            | 9             | 0             | 29        | 1         | 67      | 3         |
| São Paulo  | 1998     | 22            | 0             | 6            | 0            | 5             | 0             | 24        | 2         | 57      | 2         |
| São Paulo  | 1999     | 23            | 1             | 3            | 0            | 6             | 1             | 26        | 3         | 58      | 5         |
| São Paulo  | 2000     | 24            | 3             | 12           | 1            | 5             | 0             | 32        | 3         | 73      | 7         |
| São Paulo  | 2001     | 23            | 0             | 6            | 0            | 4             | 0             | 24        | 2         | 57      | 2         |
| São Paulo  | 2002     | 21            | 1             | 8            | 1            | -             | -             | 21        | 3         | 50      | 5         |
| São Paulo  | 2003     | 41            | 2             | 6            | 0            | 8             | 0             | 11        | 0         | 66      | 2         |
| São Paulo  | 2004     | 44            | 3             | -            | -            | 16            | 2             | 8         | 0         | 68      | 5         |
| São Paulo  | 2005     | 39            | 10            | -            | -            | 16            | 5             | 20        | 6         | 75      | 21        |
| São Paulo  | 2006     | 28            | 8             | -            | -            | 15            | 3             | 13        | 5         | 56      | 16        |
| São Paulo  | 2007     | 34            | 7             | -            | -            | 13            | 1             | 30        | 2         | 77      | 10        |
| São Paulo  | 2008     | 35            | 4             | -            | -            | 11            | 0             | 21        | 1         | 67      | 5         |
| São Paulo  | 2009     | 17            | 2             | -            | -            | 3             | 0             | 15        | 0         | 35      | 2         |
| São Paulo  | 2010     | 38            | 4             | -            | -            | 12            | 1             | 20        | 3         | 70      | 8         |
| São Paulo  | 2011     | 0             | 0             | -            | -            | -             | -             | 12        | 3         | 12      | 4         |
| Tổng       | Tổng     | 430           | 48            | 49           | 2            | 135           | 13            | 329       | 36        | 941     | 100       |

### Sự nghiệp quốc tế
Đến ngày 4/11/2010
| Đội tuyển quốc gia | Clb       | Mùa bóng  | Số trận | Bàn thắng |
| ------------------ | --------- | --------- | ------- | --------- |
| Brasil             | São Paulo | 1997      | 1       | 0         |
| Brasil             | São Paulo | 1998      | 2       | 0         |
| Brasil             | São Paulo | 1999      | 2       | 0         |
| Brasil             | São Paulo | 2000      | 3       | 0         |
| Brasil             | São Paulo | 2001      | 4       | 0         |
| Brasil             | São Paulo | 2002      | 1       | 0         |
| Brasil             | São Paulo | 2005      | 1       | 0         |
| Brasil             | São Paulo | 2006      | 2       | 0         |
| Tổng cộng          | Tổng cộng | Tổng cộng | 16      | 0         |

| Số lần khoác áo đội tuyển và số bàn thắng | Số lần khoác áo đội tuyển và số bàn thắng | Số lần khoác áo đội tuyển và số bàn thắng | Số lần khoác áo đội tuyển và số bàn thắng | Số lần khoác áo đội tuyển và số bàn thắng | Số lần khoác áo đội tuyển và số bàn thắng | Số lần khoác áo đội tuyển và số bàn thắng |
| #                                         | Ngày                                      | Địa điểm                                  | Đối thủ                                   | Kết quả                                   | Bàn thắng                                 | Giải đấu                                  |
| 1997                                      | 1997                                      | 1997                                      | 1997                                      | 1997                                      | 1997                                      | 1997                                      |
| ----------------------------------------- | ----------------------------------------- | ----------------------------------------- | ----------------------------------------- | ----------------------------------------- | ----------------------------------------- | ----------------------------------------- |
| 1.                                        | 12/12/1997                                | Riad, Ả Rập Xê Út                         | México                                    | 3–2                                       | 0                                         | 1997 FIFA Confederations Cup              |
| 1998                                      |                                           |                                           |                                           |                                           |                                           |                                           |
| 2.                                        | 14/10/1998                                | Washington, D.C., Hoa Kỳ                  | Ecuador                                   | 5–1                                       | 0                                         | Giao hữu quốc tế                          |
| 3.                                        | 18/11/1998                                | Fortaleza, Brasil                         | Nga                                       | 5–1                                       | 0                                         | Giao hữu quốc tế                          |
| 1999                                      |                                           |                                           |                                           |                                           |                                           |                                           |
| 4.                                        | 28/3/1999                                 | Seoul, Hàn Quốc                           | Hàn Quốc                                  | 0–1                                       | 0                                         | Giao hữu quốc tế                          |
| 5.                                        | 31/3/1999                                 | Tokyo, Nhật Bản                           | Nhật Bản                                  | 2–0                                       | 0                                         | Giao hữu quốc tế                          |
|                                           | 28/4/1999                                 | Barcelona, Catalonia                      | FC Barcelona                              | 2–2                                       | 0                                         | Giao hữu                                  |
| 2000                                      |                                           |                                           |                                           |                                           |                                           |                                           |
| 6.                                        | 3/9/2000                                  | Rio de Janeiro, Brasil                    | Bolivia                                   | 5–0                                       | 0                                         | Vòng loại World Cup 2002                  |
| 7.                                        | 8/10/2000                                 | Maracaibo, Venezuela                      | Venezuela                                 | 6–0                                       | 0                                         | Vòng loại World Cup 2002                  |
| 8.                                        | 15/11/2000                                | São Paulo, Brasil                         | Colombia                                  | 1–0                                       | 0                                         | Vòng loại World Cup 2002                  |
| 2001                                      |                                           |                                           |                                           |                                           |                                           |                                           |
| 9.                                        | 3/3/2001                                  | Pasadena, Hoa Kỳ                          | Hoa Kỳ                                    | 2–1                                       | 0                                         | Giao hữu quốc tế                          |
| 10.                                       | 7/3/2001                                  | Guadalajara, México                       | México                                    | 3–3                                       | 0                                         | Giao hữu quốc tế                          |
| 11.                                       | 28/3/2001                                 | Quito, Ecuador                            | Ecuador                                   | 0–1                                       | 0                                         | Vòng loại World Cup 2002                  |
| 12.                                       | 25/4/2001                                 | São Paulo, Brasil                         | Perú                                      | 1–1                                       | 0                                         | Vòng loại World Cup 1898                  |
| 2002                                      |                                           |                                           |                                           |                                           |                                           |                                           |
| 13.                                       | 21/8/2002                                 | Fortaleza, Brasil                         | Paraguay                                  | 0–1                                       | 0                                         | Giao hữu quốc tế                          |
| 2005                                      |                                           |                                           |                                           |                                           |                                           |                                           |
| 14.                                       | 27/4/ 2005                                | siêu nhân, Brasil                         | Guatemala                                 | 3–0                                       | 0                                         | Giao hữu quốc tế                          |
| 2006                                      |                                           |                                           |                                           |                                           |                                           |                                           |
| 15.                                       | 1/3/2006                                  | Moskva, Nga                               | Nga                                       | 1–0                                       | 0                                         | Giao hữu quốc tế                          |
| 16.                                       | 22/6/2006                                 | Dortmund, Đức                             | Nhật Bản                                  | 4–1                                       | 0                                         | 2006 FIFA World Cup                       |

## Danh hiệu
Sinop
- Mato Grosso State League: 1

1990
São Paulo
- Copa Libertadores: 2

1993, 2005
- Recopa Sudamericana: 1

1993
- Supercopa Sudamericana: 1

1993
- Intercontinental Cup: 1

1993
- Copa CONMEBOL: 1

1994
- São Paulo State League: 3

1998, 2000, 2005
- Torneio Rio-São Paulo: 1

2001
- FIFA Club World Cup: 1

2005
- Giải vô địch bóng đá Brasil: 3

2006, 2007, 2008
Quốc tế
- FIFA Confederations Cup: 1

1997
- FIFA World Cup: 1

2002
Cá nhân
- Silver Ball: 6

2000, 2003, 2004, 2006, 2007, 2008 - Thủ môn xuất sắc nhất Giải vô địch bóng đá Brasil do tạp chí Placar thực hiện
- Golden Ball: 1

2008 - Best Player in Brasilian League do tạp chí Placar thực hiện
- Copa Libertadores 2005 - Cầu thủ xuất sắc nhất
- FIFA Club World Cup: 1

2005 – Quả bóng vàng cho cầu thủ xuất sắc nhất giải
- FIFA Club World Cup: 1

2005 - Quả bóng vàng cho cầu thủ choi hay nhất trận chung kết
- Prêmio Craque do Brasileirão: 2

2006, 2007 - Quả bóng vàng cho cầu thủ xuất sắc nhất giải